# Olla de Bronocice

Esquema del carro inciso en la olla de Bronocice.

La olla de Bronocice es un recipiente de cerámica incisa, que contiene en su decoración una de las imágenes más antiguas que se conocen de un vehículo con ruedas. Está datado por el método del carbono-14 entre el 3635 y 3370 a. C., atribuyéndose a la cultura de la cerámica cordada o a la cultura de los vasos de embudo. Actualmente se exhibe en el Museo arqueológico de Cracovia (Polonia).

## Descubrimiento
Fue encontrada en 1976 durante las excavaciones arqueológicas llevadas a cabo en el gran asentamiento neolítico de Bronocice junto al río Nidzica, a unos 50 km al noreste de Cracovia. Las excavaciones fueron dirigidas entre 1974 y 1980 por el Instituto de Arqueología y Etnología de la Academia Polaca de las Artes y las Ciencias en colaboración con la Universidad Estatal de Nueva York en Buffalo (Estados Unidos).

## Decoración
La ornamentación de la olla presenta esquemáticamente los elementos clave del entorno social de la prehistoria humana. El componente decorativo más importante es una representación que describe, lo que es muy probable que fuera, un carro. La figura muestra un vehículo con la cabecera para ungir a un animal y cuatro ruedas. Las líneas que conectan estas deben representar los ejes. El círculo en el centro del carro puede ser un contenedor para la cosecha o una representación simbólica del sol. Otras imágenes de la olla presentan un árbol, un río y lo que puede ser campos surcados por caminos o zanjas a las afueras de un pueblo.

## Implicaciones históricas
La imagen esquemática del carro es una de las representaciones más antiguas conocidas en el mundo de un vehículo con ruedas. Implica la existencia de los carros en Europa Central en una época tan antigua como el cuarto milenio antes de Cristo. Presuntamente debieron de ser arrastrados por uros, cuyos restos fueron encontrados en el mismo asentamiento arqueológico. Sus cuernos aparecieron desgastados como si hubieran estado atados con cuerdas, posiblemente como resultado del uso de algún tipo de yugo.

## Enlaces externos

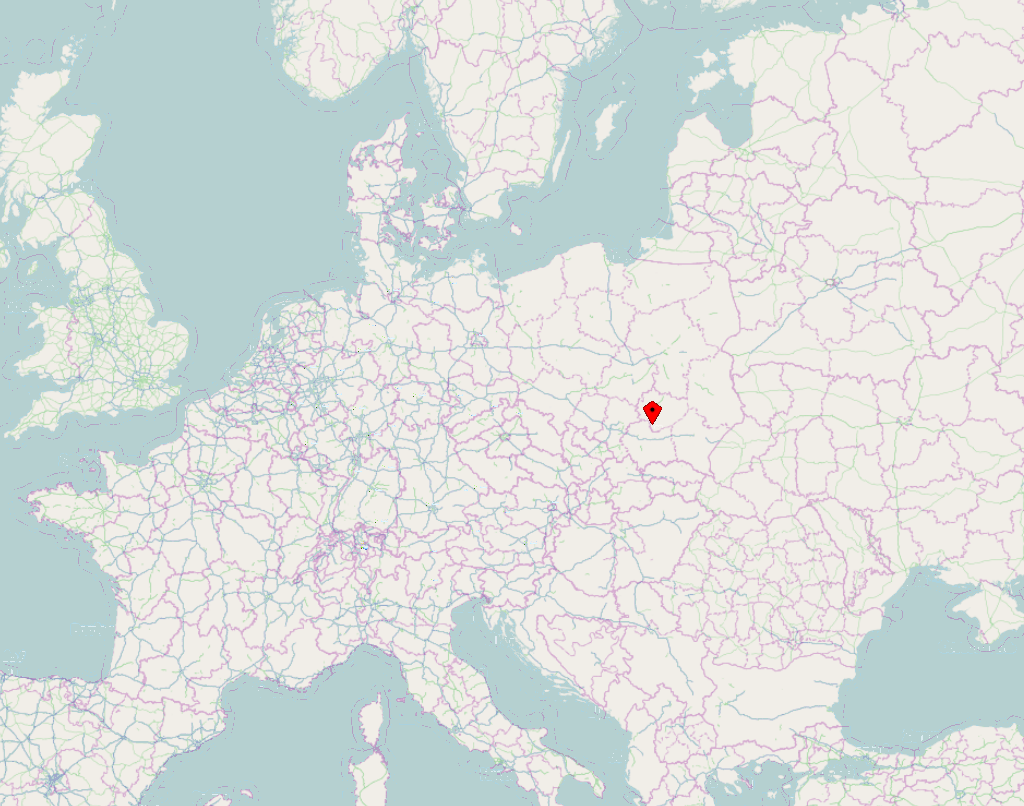
Posición de Bronocice